# نائوکی ساتو
نائوکی ساتو (انگلیسی: Naoki Satō؛ زادهٔ ۲ مهٔ ۱۹۷۰) آهنگساز اهل ژاپن است.